# Nipponaclerda turanica
Nipponaclerda turanica är en insektsart som först beskrevs av Borchsenius 1950.  Nipponaclerda turanica ingår i släktet Nipponaclerda och familjen Aclerdidae. Inga underarter finns listade i Catalogue of Life.